# خانواده دراماند
خانواده دراماند (انگلیسی: Drummonds) یک مجموعهٔ تلویزیونی بریتانیایی است که که در سال ۱۹۸۵ منتشر شد و وقایع آن در یک مدرسه شبانه‌روزی پسرانه در میانهٔ دههٔ ۱۹۵۰ میلادی می‌گذرد.

## بازیگران
- ریچارد پاسکو
- هیو فریزر
- کیران مدن
- آنتونی کاف
- موریس پری
- ادوارد هاردویک
- دیوید رایل
- اندرو ری
- جان رولف
- رابین بیلی
- نیکلاس بلین
- پائولا دیونیزوتی
- جک گالووی
- نوآ هانتلی